# Jovsa
Jovsa é um município da Eslováquia, situado no distrito de Michalovce, na região de Košice. Tem 18,44 km² de área e sua população em 2018 foi estimada em 827 habitantes.

## Demografia
| Ano:        | 1994 | 2004   | 2014   | 2024   |
| ----------- | ---- | ------ | ------ | ------ |
| Broj ljudi: | 834  | 836    | 800    | 858    |
| Razlika:    |      | +0,23% | -4,30% | +7,25% |

| Ano:               | 2023 | 2024   |
| ------------------ | ---- | ------ |
| Número de pessoas: | 845  | 858    |
| Diferença:         |      | +1,53% |